# Colysis chilangensis
Colysis chilangensis là một loài dương xỉ trong họ Polypodiaceae. Loài này được Nguyen Tu mô tả khoa học đầu tiên năm 1980.
Danh pháp khoa học của loài này chưa được làm sáng tỏ. 